# Georges Hubert
Pour les articles homonymes, voir Hubert et Georges Hubert (homonymie).
Georges Alexandre François Auguste Hubert, né le 8 janvier 1859 à Rognée et mort le 20 septembre 1940 à Bruxelles est un homme politique libéral belge.

## Biographie
Il fut industriel et élu sénateur de l'arrondissement de Charleroi-Thuin.

## Source
- Liberaal Archief